# إيلي ليتش
إيلي ليتش (بالإنجليزية: Ellie Leach)‏ هي ممثلة بريطانية، ولدت في 15 مارس 2001 في بري ‏ في المملكة المتحدة.

## وصلات خارجية
- إيلي ليتش على موقع IMDb (الإنجليزية)
- إيلي ليتش على موقع قاعدة بيانات الفيلم (الإنجليزية)
- إيلي ليتش على موقع كينوبويسك (الروسية)